# Municipalità distrettuale di Zululand
La municipalità distrettuale di Zululand (in inglese Zululand District Municipality) è un distretto della provincia di KwaZulu-Natal e il suo codice di distretto è DC26.
La sede amministrativa e legislativa è la città di Ulundi e il suo territorio si estende su una superficie di 15.305 km².

## Geografia fisica

### Confini
La  municipalità distrettuale dello Zululand confina a nord con quella di Gert Sibande (Mpumalanga) e con l'eSwatini, a est con quella di Umkhanyakude e con il District Management Areas KZDMA27, a sud con quella di uThungulu e a ovest con quelle di Umzinyathi e  Amajuba.

### Suddivisione amministrativa
Il distretto è suddiviso in 5 municipalità locali:
- uPhongolo
- Abaqulusi
- eDumbe
- Ulundi
- Nongoma